# Atlético Clube Alijoense
O Atlético Clube Alijoense é um clube desportivo português sediado no município de Alijó, Portugal. Disputa o Campeonato Distrital de Vila Real.
Conta com 600 sócios, 140 atletas e muita história.

## Títulos
- Campeão Distrital da AF Vila Real épocas 1970/71 , 1990/91 , 2005/06
- Campeão Distrital de Juniores Futsal época 2005/06
- Campeão do Campeonato Distrital de Futebol de Juniores B Masculino -Divisão de Honra 2022/23
- Campeão do Campeonato Distrital de Futebol de Juniores C Masculino - Liga de Bronze 2023/24

## Futebol
Campeonatos
- Campeonato Distrital de Futebol Juniores A Masculino de Vila Real
- Campeonato Distrital de Futebol Juniores B Masculino de Vila Real
- Campeonato Distrital de Futebol Juniores C Masculino de Vila Real
- Campeonato Distrital de Futebol 9 Juniores D Masculino | Sub-12 de Vila Real
- Atividades Futebolisticas de Juniores "E" | Sub-10 de Vila Real

Patrocínios
Municipio de Alijó, Intermarché de Alijó, Piano, Encostas Da Baronesa, Pastelaria Riba Tua, Xisto Azul, LUBOIA, Quanta Terra, Coviran Alijó, Restaurante Pic-Nic, Fabigás, António Pimentel Vidro Lda, Inforalijó, Alibox, Garagem Castro

## Futsal
Campeonatos
Liga inatel Vila Real -2023/2024 
Patrocínios
Municipio de Alijó, Quinta Da Costinha , Freixoperformance,Pedaços, novavisão Óptica BRÁS, Padaria Alto do Pópulo, Taberna A Fonte, Talho Soraia, NORGADOS, Abel Barber, SERVIÇOS AGRÍCOLAS CARLOS VALÉRIO, Família Silva Branco, Restaurante Europa, AGRO PÓPULO Car, Freixo pneus, DMML CONTABILIDADE UNIPESSOAL LDA, Escola de condução PLÁTANO E REQUINTE, CercaMED

## Bicicleta
Campeonatos
Campeonato Regional de XCM da Arcvr
Patrocínios
Municipio de Alijó, movhera, Carlos Alonso, Xisto Azul, Intermaché de Alijó, SADOURIFER, Piano, Posto Galp Alijó, Calça Curta, Abel Barber, Augusto Santos

## Estádio
NOME:Estádio Municipal Eng.º Delfim Magalhães
CIDADE:Alijó
MEDIDAS:100x60
LOTAÇÃO:2 000
ARQUITETO:NORVIA